# Bârlad (stad)
Bârlad is een stad in het Roemeense district Vaslui en ligt aan de gelijknamige rivier Bârlad.
De stad ligt aan de belangrijke spoorweg tussen Iași en Galați.
De Romeinen hadden rond Bârlad soldaatkampen.
Bârlad ligt aan de belangrijke weg E581 en DN24, tussen Boekarest en Chisinau.
Andere belangrijke wegen die naar Bârlad leiden zijn de nationale wegen DN24A en DN11A.

## Populatie
- 1900: 24.484 - ¼ hiervan was Joods
- 1977: 55.781
- 1992: 77.518
- 2000: 69.183
- 2002: 69.066

## Geboren in Bârlad
- Gheorghe Gheorghiu-Dej (1901-1965), staatsman
- Nicolae Tonitza (1886-1940), kunstschilder
- Andreea Răducan (30 september 1983), turnster